# Manrique (Manuel Manrique)
Pour les articles homonymes, voir Manrique.
Manrique est la capitale de la paroisse civile de Manuel Manrique de la municipalité d'Ezequiel Zamora dans l'État de Cojedes au Venezuela.